# Mille Maria Dalsgaard
Mille Maria Dalsgaard (* 4. Juli 1980 in Kopenhagen) ist eine dänische Schauspielerin, Regisseurin, Theaterleiterin und Intendantin.

## Leben und Wirken
Mille Maria Dalsgaard schloss 2002 zunächst ein Vorbereitungsjahr an einer dänischen Theaterschule ab und zog 2003 von Kopenhagen nach Berlin, um dort von 2003 bis 2006 ein Schauspielstudium am Europäischen Theaterinstitut Berlin zu absolvieren. Sie war danach als Schauspielerin und seit 2008 auch als Theaterregisseurin tätig. Im Jahr 2013 gründete Dalsgaard inspiriert vom Thalia Theater Halle, in dem sie von 2007 bis 2010 als Ensembleschauspielerin tätig war, das Sydhavn Teater in Kopenhagen und war dort bis 2023 Schauspielerin, Intendantin und die Theaterleiterin. Unter ihrer Leitung hat sich das Sydhavn Teater innerhalb weniger Jahre vom Projekttheater, zum Stadttheater und heutzutage zu einem Theater mit internationaler Reichweite entwickelt. Seit 2023 ist sie die Intendantin des neuen theaters und des Thalia Theaters in Halle (Saale).
Dalsgaard wohnt in Halle (Saale). Neben ihrer Muttersprache Dänisch spricht sie auch fließend Deutsch und Englisch.
Mille Maria Dalsgaard ist die Nichte des Schauspielers Morten Grunwald, dem Darsteller des Benny Frandsen in den Filmen der Olsenbande. Ein Stück mit dem Thema Olsenbande steht laut einer Nachfrage von Bild.de laut Dalsgaard bisher nicht auf dem Spielplan des neuen theaters in Halle. Sie schließt dies zukünftig aber nicht aus, da ihr berühmter Onkel für sie „ein markantes Vorbild“ und immer „sehr an ihrer Laufbahn interessiert war“.

## Filmografie (Auswahl)
- 2010: Eine feste Burg
- 2011: Gemmeleg
- 2013: Der Kirschgarten
- 2015: Rita (Fernsehserie, 2 Folgen)
- 2016: Sydhavn Station
- 2019: Tatort: Borowski und das Haus am Meer
- 2019: Limboland
- 2020: Unter anderen Umständen: Lügen und Geheimnisse
- 2024: Die Affäre Cum-Ex (Fernsehserie)

## Theater (Auswahl)
- 2006–2007 Ensembleschauspielerin am Theater Lübeck,
- 2007–2010 Ensembleschauspielerin am Thalia Theater (Halle),
- 2010–2011 Ensembleschauspielerin am Teater Momentum in Odense
- 2011–2012 Ensembleschauspielerin am Husets Teater in Kopenhagen
- 2013–2022 Ensembleschauspielerin am Sydhavn Teater in Kopenhagen